# Maria Anna Antònia d'Àustria
Maria Anna Antònia Dominica Jacinta d'Àustria (Madrid, 17 de gener de 1635-5 de desembre de 1636) va ser una infanta d'Espanya, filla de Felip IV i d'Isabel de França, morta de forma prematura abans dels dos anys.
Nascuda a Madrid el 17 de gener de 1635, va ser la sisena filla de Felip IV de Castella i d'Isabel de França. Amb motiu del natalici es van organitzar celebracions. La infanta va ser batejada el 2 de febrer a la capella del Reial Alcàsser de la mà del cardenal Agostino Spinola, arquebisbe de Santiago de Compostel·la i capellà major del rei, mentre que els seus padrins el príncep Baltasar Carles, que llavors tenia cinc anys, i la comtessa d'Olivares, que va ser nomenada institutriu de la infanta. Passats uns dies de la cerimònia, el 28 de febrer els reis van anar a oferir pregàries al santuari d'Atocha. Amb tot, la infanta va morir prematurament abans de complir els dos anys, el 5 de desembre de 1636. Va ser enterrada al Panteó dels Infants del monestir de San Lorenzo de El Escorial.